# Chiesa di San Giovanni Battista (Perfugas)
La chiesa di San Giovanni Battista è un edificio religioso situato a Perfugas, centro abitato della Sardegna settentrionale.

Consacrata al culto cattolico fa parte della parrocchia di Santa Maria degli Angeli, diocesi di Tempio-Ampurias.

## Altri progetti

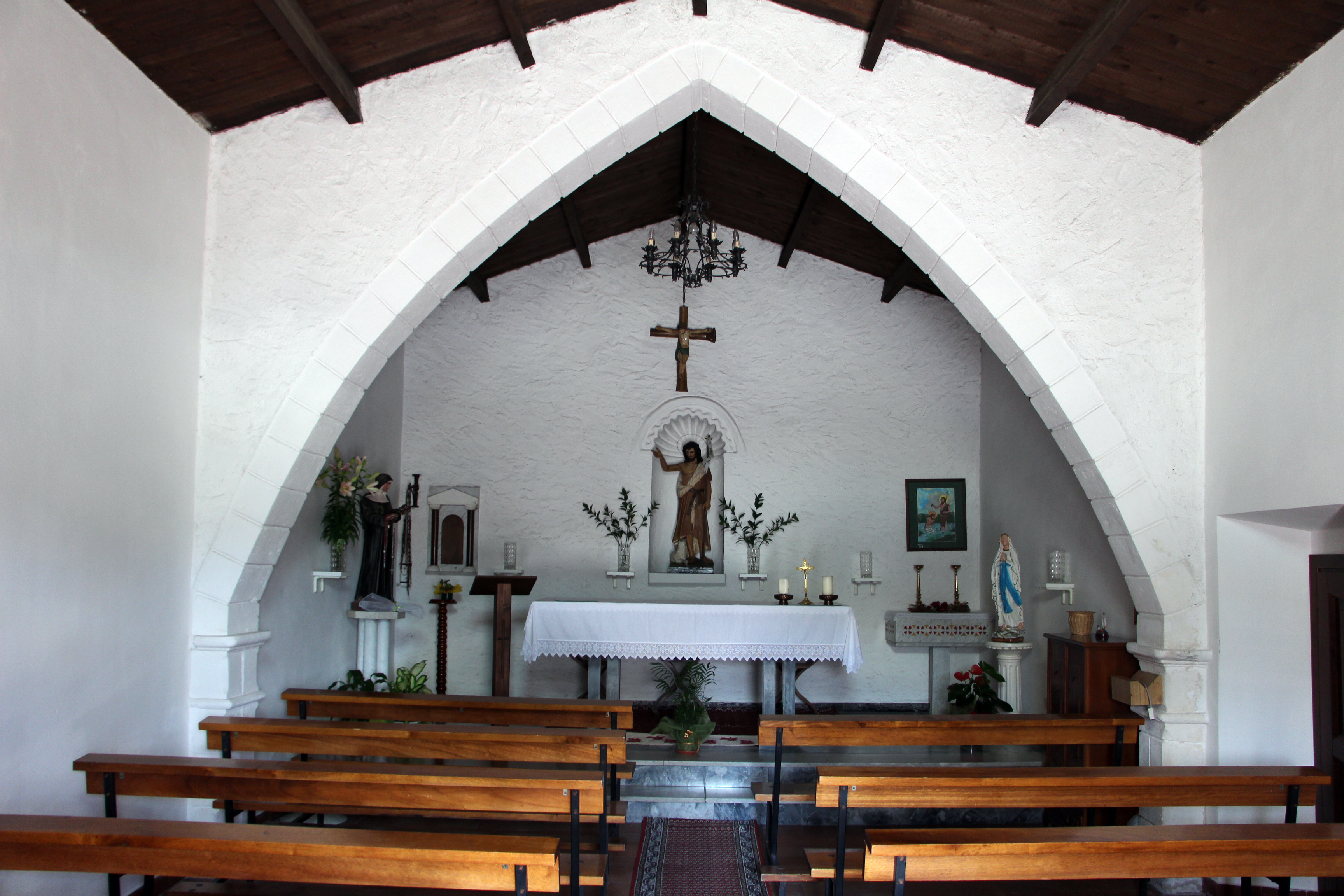
L'interno